# Otto Naumann (Landrat, Baden)
Otto Naumann (geboren 20. Dezember 1876 in Heidelberg; gestorben 20. Dezember 1961 in Heidelberg) war ein deutscher Verwaltungsbeamter.

## Leben
Otto Naumann war ein Sohn eines Apothekers. Er studierte Jura und wurde Mitglied der Landsmannschaft Zaringia Heidelberg. Er machte im Jahr 1900 die Erste Juristische Staatsprüfung und 1904 die Zweite. Naumann wurde in die Verwaltung des Großherzogtums Baden aufgenommen und im Jahr 1913 im Bezirksamt Pforzheim zum Amtmann befördert. Im September 1920 wurde Naumann als Oberamtmann zum Bezirksamtmannsvorstand im Bezirksamt Wiesloch bestellt. Dort wurde er 1924 Landrat. Im Jahr 1932 ging er als Polizeidirektor nach Baden-Baden. Nach der Machtübergabe an die Nationalsozialisten wurde Naumann am 7. Oktober 1933 zum Landrat des Landkreises Heidelberg bestellt. Naumann beantragte nach Aufhebung der Mitglieder-Aufnahmesperre der NSDAP am 24. Mai 1937 die Aufnahme in die Partei und wurde rückwirkend zum 1. Mai desselben Jahres aufgenommen (Mitgliedsnummer 4.353.540). 
Nach Kriegsende ging Naumann im Juli 1945 in den Ruhestand.